# آترادیوس
آترادیوس (انگلیسی: Atradius) شرکت بیمه هلندی است، که در سال ۱۹۲۵ تأسیس شد.